# Deerfield (Nowy Jork)
Deerfield – miasto w Stanach Zjednoczonych, w stanie Nowy Jork, w hrabstwie Oneida.